# Buschberg
Buschberg är ett berg i Österrike.   Det ligger i distriktet Korneuburg och förbundslandet Niederösterreich, i den nordöstra delen av landet, 40 km norr om huvudstaden Wien. Toppen på Buschberg är 361 meter över havet.
Terrängen runt Buschberg är huvudsakligen platt, men den allra närmaste omgivningen är kuperad. Närmaste större samhälle är Mistelbach, 14,2 km öster om Buschberg. 
Trakten runt Buschberg består till största delen av jordbruksmark. Runt Buschberg är det ganska tätbefolkat, med 56 invånare per kvadratkilometer.